# Bantanges
Bantanges là một xã ở tỉnh Saône-et-Loire trong vùng Bourgogne-Franche-Comté của Pháp.

## Thông tin nhân khẩu
Theo điều tra dân số năm 1999, xã này có dân số 446.
 Ước tính dân số năm 2007 là 561 người.